# فيرنر شيندلر
فيرنر شيندلر هو مهندس معماري سويسري، ولد في 13 فبراير 1905، وتوفي في 1986.

## وصلات خارجية
- فيرنر شيندلر على موقع أوليمبيديا (الإنجليزية)